# Fumaria munbyi
Fumaria munbyi är en vallmoväxtart som beskrevs av Pierre Edmond Boissier och Reuter. Fumaria munbyi ingår i släktet jordrökar, och familjen vallmoväxter. Inga underarter finns listade i Catalogue of Life.